# ギジェルモ・アモール
ギジェルモ・アモール・マルティネス（Guillermo Amor Martínez, 1967年12月4日 - ）は、スペイン・ベニドルム出身の元サッカー選手。元スペイン代表である。ポジションはミッドフィールダー。ボランチやインサイドハーフなど、中盤の様々なポジションをこなした。

## クラブ経歴
ベニドルムに生まれ、FCバルセロナの下部組織（ラ・マシア）で育った。ヨハン・クライフが率いていた1988-89シーズンにトップチームデビューすると、すぐに重要な役割を果たす選手になった。1988-89シーズン、第32節のセルタ戦ではハットトリックを決め、コパデルレイ決勝のレアルマドリード戦では決勝点を挙げた。1991年のスーペルコパエスパーニャでは1stレグで1得点を決め、2ndレグで勝利し優勝を果たした。
1991-92シーズンのUEFAチャンピオンズリーグでは自身は決勝に出場しなかったが、チームは大会初優勝を果たした。1993-94シーズン、第37節のレアル・マドリード戦では決勝ゴールを挙げ、スーペルコパエスパーニャでは1stレグで1得点を決めて優勝に貢献した。リーガ・エスパニョーラでは1990-91シーズンから4連覇を果たし、FCバルセロナでの最終シーズンとなった1997-98シーズンにもリーグ優勝を果たした。FCバルセロナでは公式戦421試合に出場し、出場試合数は長らくミゲリ、カルロス・レシャックに次ぐ歴代3位につけていた。2008年8月、シャビ・エルナンデスがアモールの出場記録を抜いたため、アモールは歴代4位になった。
1998年夏、ルイス・ファン・ハール監督に構想に含まれず、イタリア・セリエAのフィオレンティーナに2年＋1年のオプション契約で移籍した。しかし、イタリアサッカーのリズムへの適応が出来ず、2シーズンで出場した公式戦は37試合に終わった。1999年9月22日、チャンピオンズリーグのバルセロナ戦でカンプ・ノウへ帰還、後半途中出場する際には、観客たちからスタンディングオベーションを受けた。オプションを行使せず、2000年にはプリメーラ・ディビシオン（1部）に昇格したばかりのビジャレアルCFに移籍した。その後、2003年1月にスコティッシュ・プレミアリーグのリヴィングストンFCと契約し、1月28日のパーティック・シッスルFC戦（3-1）でデビューした。スコティッシュ・フットボールリーグ（2部）降格を危うく免れ、2003年夏に現役引退した。
現役引退後はFCバルセロナに戻り、2003年に就任したジョアン・ラポルタ会長の下で4年間の間ユースカテゴリーのコーチを務めた。2007年12月16日の深夜2時20分頃、バレンシア市内を走行中に自動車事故を起こし、集中治療室に入るほどの重傷を負った。1週間後に退院し、後に完全に回復している。契約満了とともにクラブを離れたが、2010年7月、テクニカル・ディレクターとしてFCバルセロナの首脳陣に加わった。

## 代表経歴
1990年11月14日、UEFA欧州選手権1992予選のチェコスロバキア戦（2-3）でスペイン代表デビューした。12月19日にセビージャで行われた同予選アルバニア戦で代表初得点となる先制点を決め、9-0の大勝の先鞭を着けた。1994 FIFAワールドカップへの出場を逃したが、UEFA欧州選手権1996本大会グループリーグではルーマニア戦で84分にゴールを決め、2-1での勝利と準々決勝進出に貢献した。1998 FIFAワールドカップ・ヨーロッパ予選ではホームとアウェーのスロバキア戦で1得点ずつを挙げ、本大会でも3試合に出場した。1998年9月5日に行われたUEFA欧州選手権2000予選のキプロス戦がスペイン代表での最後の試合となった。この試合はスペインが2-3で敗れ、キプロスに金星を許した試合だった。1990年から1998年までに37試合に出場して4得点を挙げた。

## 所属クラブ
- FCバルセロナB 1986-1988
- FCバルセロナ 1988-1998
- フィオレンティーナ 1998-2000
- ビジャレアルCF 2000-2002
- リヴィングストンFC 2003

## 指導歴
- アデレード・ユナイテッドFC 2015-2017

## 個人成績
| クラブ成績     | クラブ成績         | クラブ成績                     | リーグ | リーグ                     | カップ           | カップ           | 国際大会   | 国際大会   | 通算 | 通算 |
| シーズン       | クラブ             | リーグ                         | 出場   | 得点                       | 出場             | 得点             | 出場       | 得点       | 出場 | 得点 |
| スペイン       | スペイン           | スペイン                       | リーグ | リーグ                     | 国王杯           | 国王杯           | ヨーロッパ | ヨーロッパ | 通算 | 通算 |
| -------------- | ------------------ | ------------------------------ | ------ | -------------------------- | ---------------- | ---------------- | ---------- | ---------- | ---- | ---- |
| 1988–89        | FCバルセロナ       | ラ・リーガ                     | 27     | 8                          | 6                | 3                | 5          | 2          | 38   | 13   |
| 1989–90        | FCバルセロナ       | ラ・リーガ                     | 33     | 6                          | 6                | 1                | 3          | 1          | 42   | 8    |
| 1990–91        | FCバルセロナ       | ラ・リーガ                     | 34     | 4                          | 3                | 1                | 8          | 2          | 45   | 7    |
| 1991–92        | FCバルセロナ       | ラ・リーガ                     | 36     | 6                          | 4                | 1                | 3          | 1          | 43   | 8    |
| 1992–93        | FCバルセロナ       | ラ・リーガ                     | 33     | 5                          | 7                | 0                | 7          | 1          | 47   | 6    |
| 1993–94        | FCバルセロナ       | ラ・リーガ                     | 37     | 8                          | 4                | 1                | 12         | 2          | 53   | 11   |
| 1994–95        | FCバルセロナ       | ラ・リーガ                     | 34     | 4                          | 3                | 1                | 6          | 1          | 43   | 6    |
| 1995–96        | FCバルセロナ       | ラ・リーガ                     | 28     | 6                          | 6                | 2                | 6          | 1          | 40   | 9    |
| 1996–97        | FCバルセロナ       | ラ・リーガ                     | 26     | 0                          | 5                | 0                | 5          | 0          | 36   | 0    |
| 1997–98        | FCバルセロナ       | ラ・リーガ                     | 23     | 0                          | 6                | 0                | 5          | 0          | 34   | 0    |
| イタリア       | イタリア           | イタリア                       | リーグ | リーグ                     | イタリア杯       | イタリア杯       | ヨーロッパ | ヨーロッパ | 通算 | 通算 |
| 1998–99        | フィオレンティーナ | セリエA                        | 16     | 0                          | ?                | ?                | 3          | 0          | ?    | ?    |
| 1999–00        | フィオレンティーナ | セリエA                        | 8      | 0                          | ?                | ?                | 2          | 0          | ?    | ?    |
| スペイン       | スペイン           | スペイン                       | リーグ | リーグ                     | 国王杯           | 国王杯           | ヨーロッパ | ヨーロッパ | 通算 | 通算 |
| 2000–01        | ビジャレアルCF     | ラ・リーガ                     | 35     | 0                          | 0                | 0                | -          | -          | 35   | 0    |
| 2001–02        | ビジャレアルCF     | ラ・リーガ                     | 29     | 1                          | 5                | 0                | -          | -          | 34   | 1    |
| スコットランド | スコットランド     | スコットランド                 | リーグ | リーグ                     | スコットランド杯 | スコットランド杯 | ヨーロッパ | ヨーロッパ | 通算 | 通算 |
| 2002–03        | リヴィングストンFC | スコティッシュ・プレミアリーグ | 3      | 0                          | 0                | 0                | 0          | 0          | 3    | 0    |
| 通算           | スペイン           | スペイン                       | 375    | 48                         | 55               | 10               | 60         | 11         | 490  | 69   |
| 通算           | イタリア           | イタリア                       | 24     | 0                          | ?                | ?                | 5          | 0          | ?    | ?    |
| 通算           | スコットランド     | スコットランド                 | 3      | 0                          | 0                | 0                | 0          | 0          | 3    | 0    |
| 総通算         | 総通算             | 総通算                         | 402    | 48\|\|\|\|\|\|\|\|\|\|\|\| |                  |                  |            |            |      |      |

## 代表歴

### 出場大会
- スペイン代表
  - 1998 FIFAワールドカップ

### 試合数
- 国際Aマッチ 37試合 4得点（1990年-1998年）[10]

| スペイン代表 | 国際Aマッチ | 国際Aマッチ |
| 年           | 出場        | 得点        |
| ------------ | ----------- | ----------- |
| 1990         | 2           | 1           |
| 1991         | 3           | 0           |
| 1992         | 9           | 0           |
| 1993         | 2           | 0           |
| 1994         | 1           | 0           |
| 1995         | 0           | 0           |
| 1996         | 8           | 2           |
| 1997         | 5           | 1           |
| 1998         | 7           | 0           |
| 通算         | 37          | 4           |

### 得点
| #  | 日時           | 場所                           | 相手       | スコア | 結果 | 大会                                    |
| -- | -------------- | ------------------------------ | ---------- | ------ | ---- | --------------------------------------- |
| 1. | 1990年12月19日 | セビージャ                     | アルバニア | 1–0    | 9–0  | UEFA欧州選手権1992予選                  |
| 2. | 1996年6月18日  | リーズ                         | ルーマニア | 1–2    | 1–2  | UEFA欧州選手権1996                      |
| 3. | 1996年11月13日 | サンタ・クルス・デ・テネリフェ | スロバキア | 2–1    | 4–1  | 1998 FIFAワールドカップ・ヨーロッパ予選 |
| 4. | 1997年9月24日  | ブラチスラヴァ                 | スロバキア | 1–2    | 1–2  | 1998 FIFAワールドカップ・ヨーロッパ予選 |

## タイトル

### 選手時代
FCバルセロナ
- UEFAカップウィナーズカップ:2回（1988-1989、1996-1997）
- コパ・デル・レイ:3回（1989-1990、1996-1997、1997-1998）
- プリメーラ・ディビシオン:5回（1990-1991、1991-1992、1992-1993、1993-1994、1997-1998）
- UEFAチャンピオンズカップ:1回（1991-1992）
- UEFAスーパーカップ:2回（1992、1997）
- スーペルコパ・デ・エスパーニャ:4回（1991、1992、1994、1996）

### 監督時代
アデレード・ユナイテッドFC
- Aリーグレギュラーシーズン:1回（2015-16）
- Aリーグファイナルシリーズ:1回（2016）

個人
- Aリーグ年間最優秀監督:1回（2015-16）
- PFAマネージャーオブザイヤー：1回（2015-16）